# Khối u
Khối u (tiếng Anh: Neoplasm, tumor) là một mô phát triển bất thường, nếu nó hình thành một đống, ta gọi đó là khối u. Sự phát triển bất thường (neoplasia) thường có nhưng không phải lúc nào cũng tạo thành khối u.